# یاییر گونزالس
یاییر گونزالس (انگلیسی: Yair González؛ زادهٔ ۲۱ مارس ۲۰۰۲) بازیکن فوتبال اهل آرژانتین است.
وی همچنین در تیم ملی فوتبال Argentina U15 بازی کرده‌است.